# Heinz Lengersdorf
 Heinz Lengersdorf (* 4. November 1966 in Erkelenz) ist ein deutscher Pianist der klassischen Musik. 

## Werdegang
Heinz Lengersdorf, der ältere Bruder des Violinisten und Hörfunkmoderators Jörg Lengersdorf, begann 1976 mit Klavierunterricht bei einem postbeamteten Amateurmusiker. Vier Jahre später wurde er als Jungstudent in der Klavierklasse von Rudolf Dohm an der Musikhochschule Köln, Abteilung Aachen aufgenommen, ohne lange bei einem diplomierten Klavierlehrer Unterricht gehabt zu haben. Sein Konzertdebüt als Solist gab er 1982 mit einem Klavierabend.
1988 folgten Studien bei Bernhard Ebert an der Hochschule für Musik, Theater und Medien Hannover und Roberto Szidon an der Robert Schumann Hochschule in Düsseldorf. Nach Abschlüssen als diplomierter Instrumentallehrer und in der künstlerischen Ausbildungsklasse an der Musikhochschule Hannover legte Lengersdorf 1996 sein Konzertexamen ab.
1997 erschien seine erste Solo-CD "Sonatina Carmen" mit Werken von Mendelssohn, Chopin, Debussy, Scarlatti und Busoni. Mit seinem Bruder und Violinisten Jörg Lengersdorf produzierte er mehrere CD-Aufnahmen mit Sonaten von Beethoven, Mozart u. a. sowie die CD "Wiener Geheimnisse" mit Werken von F. Kreisler. Als erster deutscher Pianist spielte Lengersdorf drei Horowitz-Transkriptionen ("The Stars and Stripes", Carmen Variationen und Liszts 19. Ungarische Rhapsodie) ein. Für den NDR nahm er u. a. die für Pianisten berüchtigte Cellosonate von Rachmaninow auf. Es folgten weitere Solo-CDs 2006 und 2007.
Als Kammermusiker bestritt Lengersdorf mehrere Uraufführungen neuer Musik (z. B. Kost, Kurt Hopstein) und konzertierte häufiger mit Mitgliedern des berühmten Kuss-Quartetts und der Berliner Philharmoniker sowie einigen ersten Preisträgern internationaler Violin-Wettbewerbe wie Ara Malikan, Stefan Milenkovich, Bogdan Dragus und unter weiteren auch Mariusz Pathyra.
Heinz Lengersdorf lebt in Neustadt am Rübenberge bei Hannover, wo er auch an der Musikschule unterrichtet.